# Bate-Nafadji
Bate-Nafadji est une sous-préfecture de la préfecture de Kankan, dans la région du même nom en Guinée.

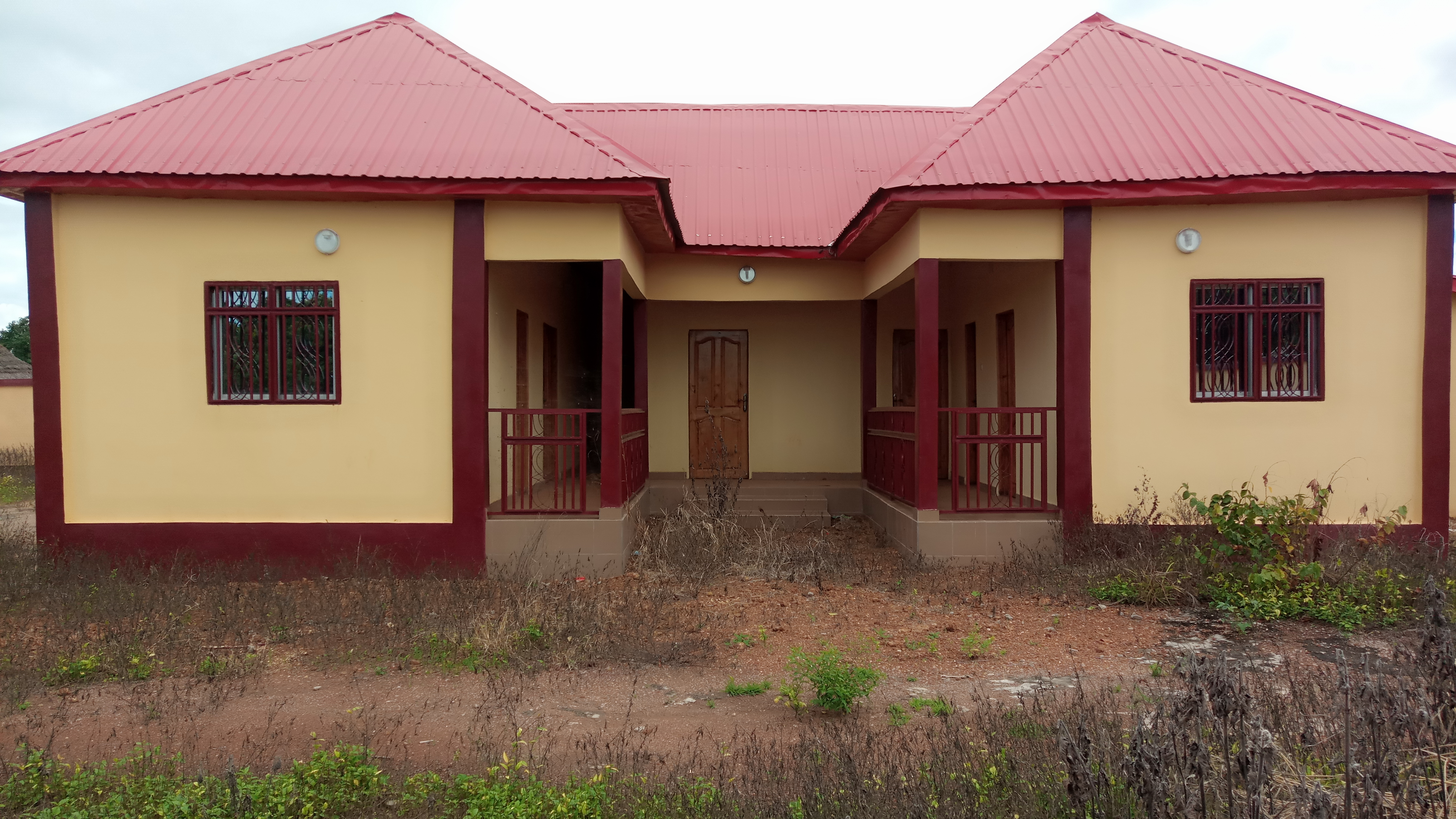
Mairie de Bate Nafadji